# Idun Reiten
Idun Reiten (n. 1 de gener de 1942) és una professora noruega de matemàtiques. És considerada un dels millors matemàtics noruecs de l'actualitat.

## Carrera
Reiten va obtenir el doctorat a la Universitat d'Illinois l'any 1971. Es va convertir en professora fixa a la Universitat de Trondheim l'any 1982, institució que ara s'anomena Universitat Noruega de Ciència i Tecnologia.
La seva àrea de recerca és la teoria de la representació d'àlgebres artinianes, l'àlgebra commutativa i l'àlgebra homològica. Actualment, les seves contribucions amb Maurice Auslander formen part de l'estudi de les àlgebres artinianes coneguda com a teoria d'Auslander–Reiten.

## Premis
L'any 2007, se li va atorgar el premi Möbius. El 2009 va rebre el premi Fridtjof Nansen per a investigadors exitosos, (en el camp de les matemàtiques i les ciències naturals), i la medalla Nansen per a una recerca excepcional.
L'any 2007, va ser elegida membre estrangera de la Reial Acadèmia Sueca de Ciències. És també membre de l'Acadèmia Noruega de Ciència i Lletres, de la Reial Societat Noruega de Ciències i Lletres, i de l'Academia Europaea.
L'any 2012 es va convertir en membre de la Societat Americana de Matemàtiques.
Va impartir la Conferència Emmy Noether en el Congrés Internacional de Matemàtics (ICM) l'any 2010 a Hyderabad i va ser Conferenciant Convidada a l'ICM l'any 1998 a Berlin.
Al 2014, el rei noruec va nombrar Reiten comandant de l'Ordre de St. Olaf «Per la seva feina com a matemàtica».